# 杨临萍
杨临萍（1963年8月—），女，汉族，山西浮山人，中华人民共和国政治人物，二级大法官。

## 生平
1985年毕业于山西大学法律专业，1985年8月起在山西大学法律系任教。1985年8月加入中国共产党。1993年，取得山西大学法学硕士。1996年，取得中国社会科学院宪法学博士。1996年后，历任最高人民法院书记员、助审员、审判员、行政庭副庭长。2011年5月，任最高人民法院赔偿委员会办公室主任。2013年4月，任最高人民法院审判委员会委员。2014年8月，任最高人民法院民事审判第一庭庭长。2015年11月，任最高人民法院民事审判第二庭庭长。
2017年2月27日，任重庆市高级人民法院副院长、代理院长、审判委员会委员。次年1月，任院长、党组书记。2018年2月24日，当选为第十三届全国人大代表。
2020年12月，任最高人民法院党组成员、副院长。